# 西留龙王庙戏台
西留龙王庙戏台，位于中华人民共和国山西省大同市浑源县西留村乡西留村，已列为山西省文物保护单位。

## 保护
2021年8月4日，西留龙王庙戏台由山西省人民政府公布为第六批山西省文物保护单位，编号6-54。